# Косінов Анатолій Єлісейович
Косінов Анатолій Єлісейович (18 вересня 1936, Горлівка -14 березня 2022, Київ) — український лікар-нейрохірург, канд. мед. наук (1972), Заслужений лікар України (2007). Відмінник охорони здоров'я (1980).

## Біографічні дані
Народився 18 вересня 1936 року у м. Горлівка Донецької області в родині службовця і домогосподарки.
Закінчив Курський державний медичний університет (1960).
Хірург Борисівської районної лікарні Білгородської області (1960—1961), нейрохірургічного відділення м. Горлівка (1961—1964). Пройшов спеціалізацію із нейрохірургії в Донецькому НДІ ортопедії та травматології під керівництвом проф. І. Д. Вірозуба (1962). З 1964 р. працював в Інституті нейрохірургії: клінічний ординатор (1964—1966), аспірант (1966—1969), молодший науковий співробітник (1968—1973), старший науковий співробітник (1973—2022) відділу спінальної нейрохірургії, завідуючий приймальним відділенням Інституту нейрохірургії (1998—2019).
Понад 50 років надавав висококваліфіковану нейрохірургічну допомогу тисячам пацієнтів із усіх регіонів України, у тому числі і по лінії санавіації.
Багато років працював як лікар-нейрохірург у відрядженнях за кордоном: Алжир (1973—1976), Малі (1981—1984), Лівія (1993—1996).
Похований в Києві на Берковецькому кладовищі.

## Наукові досягнення
У 1972 р. захистив дисертацію на здобуття наукового ступеня кандидата медичних наук на тему «Вертебральная ангиография при опухолях задней черепной ямы». На той час це була піонерська розробка вкрай актуального для нейрохірургії наукового і практичного питання.
В 1984 році першим в Україні впроваджує щадні операції — інтраламінарні видлення гриж міжпоперекових гриж. В 1987 році разом із професором Орловим Ю. О. в журналі «Вопросы нейрохирургии» вперше описали вузький спинномозковий канал, що на той час без методів визуалізації було на рівні наукового відкриття.
Нейрохірург вищої категорії (1976). Відмінник охорони здоров'я (1980). Автор 84 наукових робіт. Багаторазовий учасник міжнародних з'їздів та конференцій з проблем спінальної патології (Франція, Голландія, Іспанія, Греція, Австралія).
Основні напрямки наукової діяльності: спінальна нейрохірургія, нейроонкологія, застосування ангіографії в нейрохірургічній практиці.

## Родина
- Дружина — Косінова Валентина Миколайовна (1937—2021) — лікар- оториноларинголог
- Донька — Косінова Світлана Анатоліївна (1965) лікар-рентгенолог.
- Син — Косінов Андрій Анатолійович (1972) — лікар-невропатолог.